# Murderdolls
Murderdolls — американська хорор-панк-група з Де-Мойна, Айова, заснована Джої Джордисоном — колишнім барабанщиком Slipknot, Wednesday 13 — вокалістом Wednesday 13, Тріппом Ейзеном — колишнім гітаристом Dope і Static-X, басистом Еріком Гріффіном та барабанщиком Беном Грейвзом. Стиль групи поєднує сучасний горор-панк, глем-метал і шок-рок 1970-х. Імідж гурту запозичений із класичних фільмів жахів.
Гурт Muderdolls створив два альбоми за період свого короткого існування. Першим був Beyond the Valley of the Murderdolls, який був випущений у 2002 році. 
Хоча спочатку гурт мав невеликий успіх у Сполучених Штатах, їхній альбом і сингли були популярними в Європі, Великій Британії, Австралії та Японії. 
Другий їхній альбом має назву Women and Children Last і був випущений 31 серпня 2010 року.

## Історія
Історія Murderdolls сягає далекого 1994 року до гурту The Rejects із Де-Мойна, штат Айова, у якому грав Джоуї Джордисон, а вокалістом був Дізі Дразтік. Звучання гурту було дещо іншим у порівнянні з Murderdolls, за винятком текстів на тему жахів.
The Rejects розпалися, коли інша група Джордісона, Slipknot, підписали контракт з великим лейблом. 
Під час туру Ozzfest 1999 року Джордисон зустрів Тріппа Айзена і запитав його, чи цікавить його проект. Айзен погодився приєднатися до проекту, і його друг із гурту Dope, Раччі Шей, грав з ними на барабанах. Також басист на ім’я Ян, який грав у нью-йоркській групі Vampire Love Dolls, грав з ними наживо.
У 2002 році вийшов дебютний альбом Beyond the Valley of the Murderdolls. Під час туру на підтримку альбому гітарист Тріпп Ейзен вирішив залишити гурт і зосередитися на Static-X. Замість нього було взято колишнього учасника Dope Ейсі Слейда.  
У 2003 році вийшла нова версія Beyond the Valley of the Murderdolls з кількома бонус-треками та кавер-версією White Wedding Біллі Айдола.
Murderdolls розпалися на початку 2004 року, відігравши свій останній концерт 17 січня у Каліфорнії. Джої Джордісон повернувся до Slipknot, а  вокаліст Wednesday 13 створив однойменний гурт Wednesday 13. 
Коли у березні 2010 року учасники гурту повернулися до проєкту, Джої розповів групі Slipknot, що Muderdolls працюють з продюсером Крісом "ZEUSS" Харрісом (Hatebreed, Shadows Fall) над своїм новим альбомом Women and Children Last, який вийшов 31 серпня 2010 року.
13 липня вийшов кліп на пісню My Dark Place Alone. 
29 листопада вийшов кліп на пісню Nowhere.
Тур з їхнім новим альбомом закінчився 24 квітня.

## Склад

### Учасники
- Джої Джордисон (Joey Jordison) — гітара, бек-вокал, барабани, перкусія , клавішні, фортепіано
- Джозеф Пул (Joseph Poole, Wednesday 13) — вокал, гітара

### Колишні учасники
- Джейсон Вест (Jason West) — барабани
- Роман Сорман (Roman Surman) — гітара, бек-вокал
- Джек Тенкерслі (Jack Tankersley) — бас-гітара
- Тріпп Айзен (Tripp Eisen) — гітара
- Бен Грейвз (Ben Graves) — барабани
- Ерік Гріффін (Eric Griffin) — бас-гітара, бек-вокал
- Ейсі Слейд (Acey Slade) — гітара, бек-вокал
- Рейссі Шей (Racci Shay Hart) — барабани